# Ctenus trinidensis
Ctenus trinidensis là một loài nhện trong họ Ctenidae.
Loài này thuộc chi Ctenus. Ctenus trinidensis được miêu tả năm 2001 bởi Alayón.